# Ribbed
Ribbed to trzeci album  studyjny punkowej grupy NOFX. Płyta została opublikowana w roku 1991 przez wytwórnię Epitaph. 

## Lista utworów
1. „Green Corn” – 1:44
2. „The Moron Brothers” – 2:26
3. „Showerdays” – 2:10
4. „Food, Sex & Ewe” – 1:47
5. „Just The Flu” – 2:03
6. „El Lay” – 1:14
7. „New Boobs” – 3:27
8. „Cheese/Where's My Slice” – 2:16
9. „Together On The Sand” – 1:11
10. „Nowhere” – 1:34
11. „Brain Constipation” – 2:24
12. „Gonoherpasyphlaids” – 1:43
13. „I Don't Want You Around” – 1:39
14. „The Malachi Crunch” – 2:53

Wszystkie utwory autorstwa Fat Mike'a oprócz „Together On The Sand” autorstwa Steve'a Kidwillera.

## Twórcy
- Fat Mike – śpiew, gitara basowa
- Eric Melvin – gitara
- Eric Sandin – perkusja
- Steve Kidwiller – gitara, śpiew w "Together On The Sand"